# Drozdîn, Rokîtne
Drozdîn (în ucraineană Дроздинь) este un sat în comuna Stare Selo din raionul Rokîtne, regiunea Rivne, Ucraina.

## Demografie
Componența lingvistică a localității Drozdîn
     Ucraineană (99,71%)
     Alte limbi (0,3%)
Conform recensământului din 2001, majoritatea populației localității Drozdîn era vorbitoare de ucraineană (99,71%), existând în minoritate și vorbitori de alte limbi.